# بيت الهوبدي (الرضمة)

تعديل مصدري - تعديل

بيت الهوبدي محلة تابعة لقرية موسد، التابعة لعزلة يحير بمديرية الرضمة إحدى مديريات محافظة إب في الجمهورية اليمنية.، بلغ تعداد سكانها 116 حسب تعداد اليمن لعام 2004.